# Millers Forest
Millers Forest är en ort i Australien. Den ligger i kommunen Maitland Municipality och delstaten New South Wales, i den sydöstra delen av landet, omkring 130 kilometer norr om delstatshuvudstaden Sydney. Orten hade 357 invånare år 2021.